# Guillaume Van der Stighelen

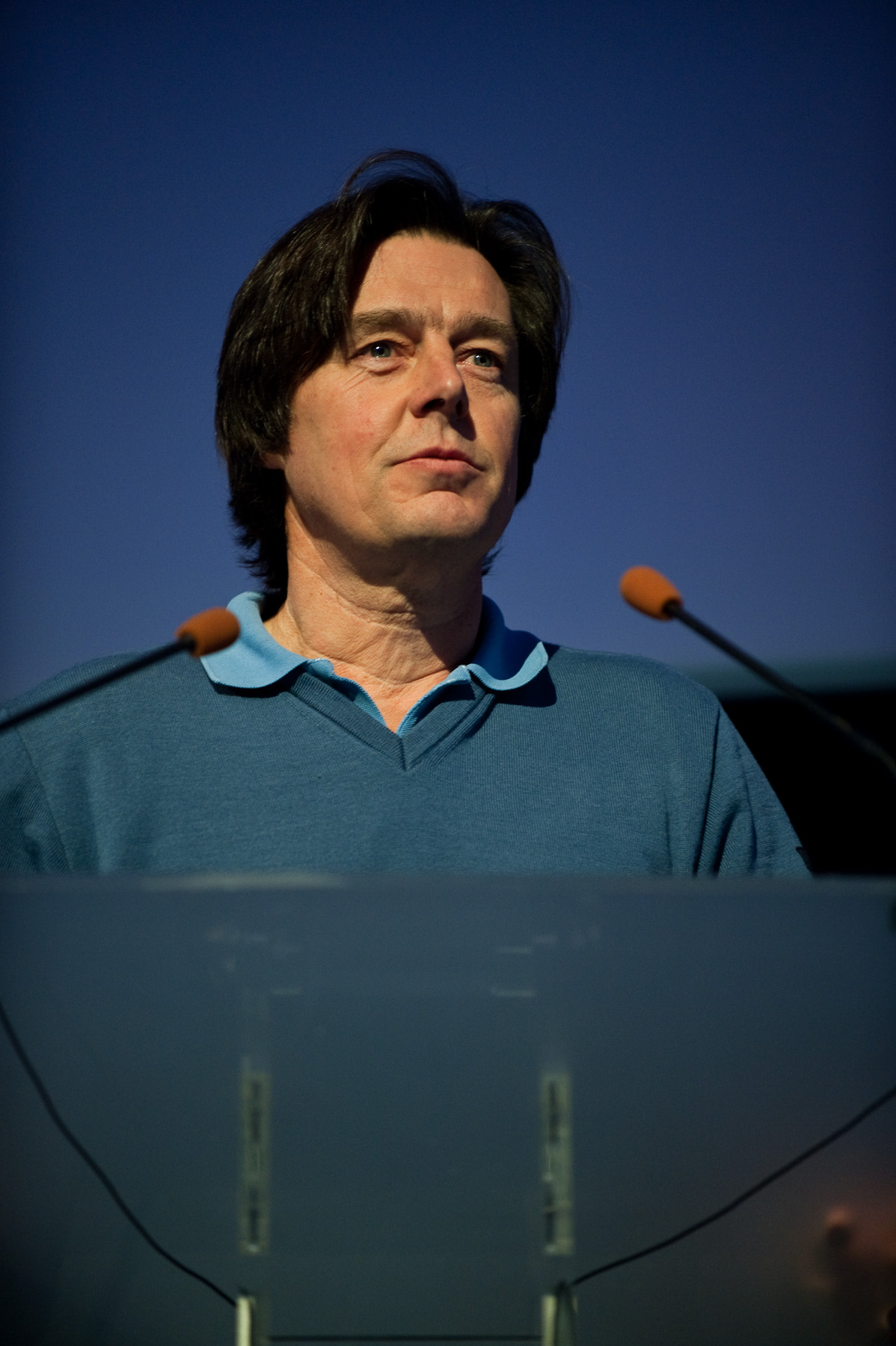
Guillaume Van der Stighelen, 2010

Guillaume Van der Stighelen (Schoten, 24 september 1955) werd bekend als reclamemaker en mede-oprichter van het internationale reclamebureau Duval Guillaume. In 2011 verloor zijn zoon het leven en stapte Van der Stighelen uit de reclame. In de jaren die volgden werd hij columnist voor diverse kranten en tijdschriften, schreef boeken en werkte mee aan televisieprogramma's. Ook zingt hij en speelt piano.

## Biografie
Van der Stighelen werd geboren in Schoten bij Antwerpen. Zijn vader was een scheepshersteller en zijn moeder zorgde voor de kinderen. Hij groeide op als middelste van vijf in Kapellen. Daar ging hij naar het Koninklijk Atheneum. Hij volgde geen hogere studies.
In 1977 startte hij in Antwerpen het café Den Billekletser. Een jaar later trok hij door de Verenigde Staten en Centraal-Amerika en kwam hij terug om in Brussel de eerste scenariocursus te volgen met Bill Fadiman, Lois Peiser en John Bloch. Zijn vriendschap met Bloch bracht hem aan het schrijven en in 1979 werkte hij voor de toenmalige BRT. Hij schreef er onder andere een reeks sketches voor Johny Voners en Janine Bischops.
In 1981 werd hij ingehuurd door het Amerikaanse reclamebureau McCann Erickson als copywriter. Hij maakte snel carrière, werkte voor TBWA en werd creative director voor Europa bij Y&R. Een positie die hij verliet in 1994 om samen met André Duval Duval Guillaume op te starten. Hij publiceerde drie boeken: The Simple Truth about Advertising (1996, Eng. Niet meer verkrijgbaar), Creativiteit, De Essentie (2010, Uitgeverij Luster) en Heldenmerk (2015, Uitgeverij LannooCampus, oorspronkelijk Maak van je merk een held, uitgegeven bij Roularta Books in 2008). In 1986 trouwde hij met Kris Bresseleers. Ze krijgen twee kinderen, een dochter en zoon Mattias (1989).
Op het hoogtepunt van Duval Guillaume (250 medewerkers, vestigingen in Brussel, Antwerpen, New York en Parijs) werd de zaak verkocht aan de groep Publicis. Van der Stighelen werd gevraagd aan te blijven om voor de groep wereldwijd het creatieve product te verbeteren.
Van 1981 tot 2011 was Van der Stighelen actief voor McCann Erickson, TBWA, Y&R en Duval Guillaume. Zijn bekendste campagnes zijn:
- Thuis is waar mijn Stella staat
- Het ruikt hier naar Douwe Egberts
- Spa, het zuiverende water
- Leo!
- VTM kleurt je dag

In de nacht van 1 maart op 2 maart 2011 viel zijn zoon Mattias tijdens een studentenparty in een onbeschermd keldergat en overleed hij ter plaatse. In de nachten die volgden trachtte Van der Stighelen te noteren wat er in zijn hoofd omging. “Als een ramptoerist in eigen hoofd”, beschreef hij het zelf. De teksten die ontstonden zette hij op muziek met zijn vriend, de zanger Jean Bosco Safari. Hij publiceerde de gedichtenbundel Jij bent de zon nu, uitgegeven door Uitgeverij Lannoo, met de teksten over hoe hij de eerste dagen na het ongeval beleefde.
In de jaren die volgden werd hij columnist voor diverse kranten en tijdschriften. In 2012 maakte hij in de Verenigde Staten voor Canvas een tweedelige documentaire over de campagnes achter de presidentsverkiezingen. In 2014 verscheen zijn vijfde boek: Echt.
Sinds 2014 schrijft hij columns, werkt hij aan een historische roman en schrijft hij Antwerpse vertalingen van evergreens voor de plaatselijke groep De Grungblavers, waarmee hij samen optreedt. Hij zingt en begeleidt zichzelf op de piano.
Hij woont met zijn echtgenote nog steeds in Schoten en vult zijn dagen met het schrijven van liedjesteksten, columns en boeken.

## Media

### Columns
- Wekelijks: GVA/CittA, Lojola. Vanuit de zaak van zijn dochter observeert Van de Stighelen het Hendrick Conscienceplein en beschrijft hij wat er gebeurt.
- Tweewekelijks: De Morgen, Media.com. Een wisselcolumn met zijn vriend en ex-collega Jan Callebaut over het mediagebeuren.
- Zomer: De Zomer van Guillaume de wekelijkse afsluiter in Knack.
- Losse bijdragen aan diverse tijdschriften en kranten.

### Televisie
- 1979 - VRT: Big Bronzol Show
- 1980 - VRT: sketches
- 1983 - VRT/NOS: winnaar Tien voor Taal
- 1992 - VTM: panellid Wies Andersen Show
- 2010 - Eén: jurylid De Bedenkers
- 2012 - Canvas: President Te Koop. Tweedelige documentaire waarin hij vrienden en collega’s uit de Amerikaanse reclamewereld interviewt over de campagnes achter de presidentsverkiezingen.
- 2014 - VIER: vier deelnames aan De Slimste Mens ter Wereld
- 2015 - Mediahuis Online: Dak van A. Van der Stighelen ontvangt op het dak van Gazet van Antwerpen bekende Vlamingen om te praten over hun haat-liefdeverhouding met de stad.
- 2023 - VRT: Zomeravonden

### Krant
- De Morgen. Guillaume interviewt de interviewers. Een reeks diepte-interviews met bekende journalisten over het vak van interviewen. Met o.a. Phara de Aguirre, Wilfried Hendrickx, Rudi Vranckx, Friedl' Lesage en Joël De Ceulaer.

### Radio
- Regelmatige bijdrage voor Nieuwe Feiten op Radio 1: Het dagboek

## Boeken
- 1996 - The Simple Truth about Advertising
- 2008 - Maak van je merk een held
- 2010 - Creativiteit, de essentie
- 2011 - Jij bent de Zon nu
- 2012 - Echt, het essay
- 2013 - Antwerpen in stukjes
- 2014 - Echt, het boek
- 2015 - Heldenmerk
- 2016 - Samen door één deur
- 2023 - Rozeke

## Muziek
- 1997 - Brugge Kampioen - Garry Hagger
- 2010 - Zot van A/Den duim van Rubens - Olivier De Laet
- 2015 - De Grungblavers (dvd)
- 2015 - Zot van A, single - De Grungblavers

- Gemeinsame Normdatei: 1286168953
- International Standard Name Identifier: 0000 0003 8758 4813
- Library of Congress Control Number: nb2014014062
- MusicBrainz: bbbb5953-d44f-49ff-b3b2-19c2e8efe3fd
- Nederlandse Thesaurus van Auteursnamen: 338443568
- Virtual International Authority File: 280600979
- WorldCat: E39PBJfGRPBRQ7XTDhChR78DMP